# Тузи (город)

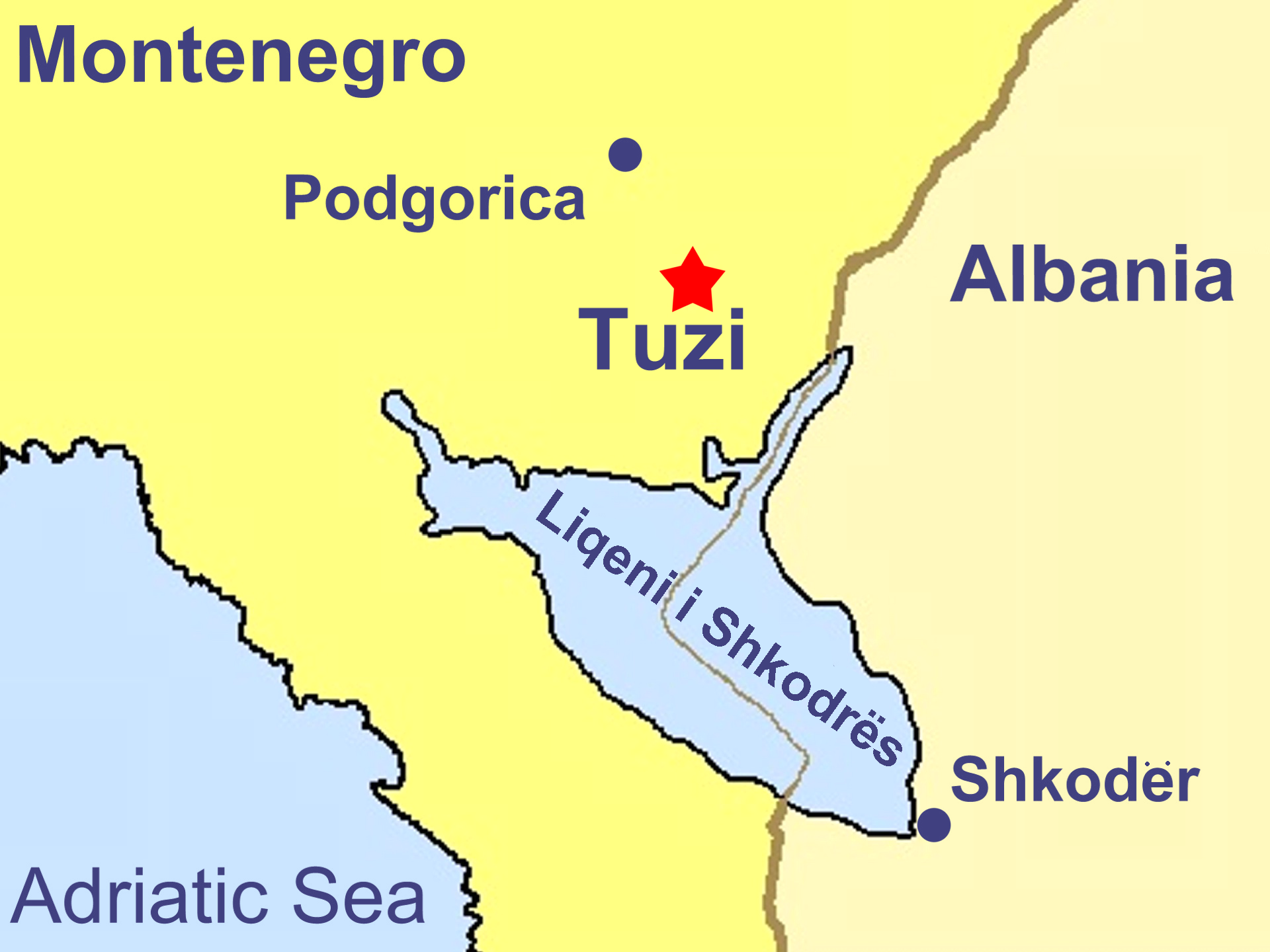
Расположение Тузи

Тузи, также Тузы (черног. Тузи) — небольшое городское поселение, центр общины Тузи в Черногории. По переписи  2003 года население составляло  3 789 человек (по переписи 1991 — 2 886 жителей). Располагается в 10 км к юго-востоку от столицы страны, в исторической области Малесия. Получил известность в 1911 году, когда албанцы, борющиеся за независимость от Османской империи, водрузили на близлежащей горе албанский флаг. Тем не менее, Тузи со временем вошли в состав Черногории. Этнические албанцы продолжают составлять большинство (59,4%) населения Туз (2003). Со временем, однако, часть и них, в первую очередь мусульмане, перешла на сербскохорватский язык и приняла босняцкое этническое самосознание (28%). Черногорцы и сербы (8%) малочисленны. В отличие от большинства албанцев Черногории, среди современных этнических албанцев Туз преобладают католики, составляющие 50% населения города. Ислам исповедует около 48% жителей, остальные православные. Несмотря на близость к столице, в городе традиционно высока безработица (20%), которая отчасти объясняется дискриминацией по национальному и религиозному признакам.
Через Тузи проходит железная дорога в Албанию.

## Известные уроженцы
- Исмаил Лулани (1933—2002) — Народный художник Албании.